# Michał Tokarzewski-Karaszewicz

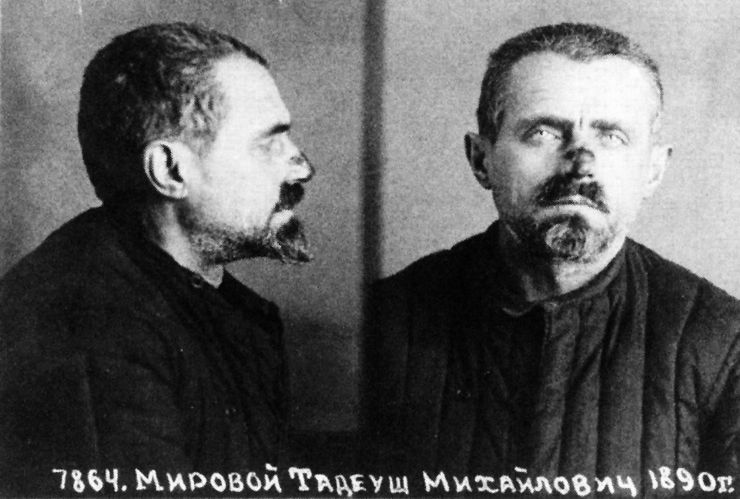
Michał Karaszewicz-Tokarzewski po aresztowaniu przez NKWD 1940 pod nazwiskiem Tadeusz Mirowy

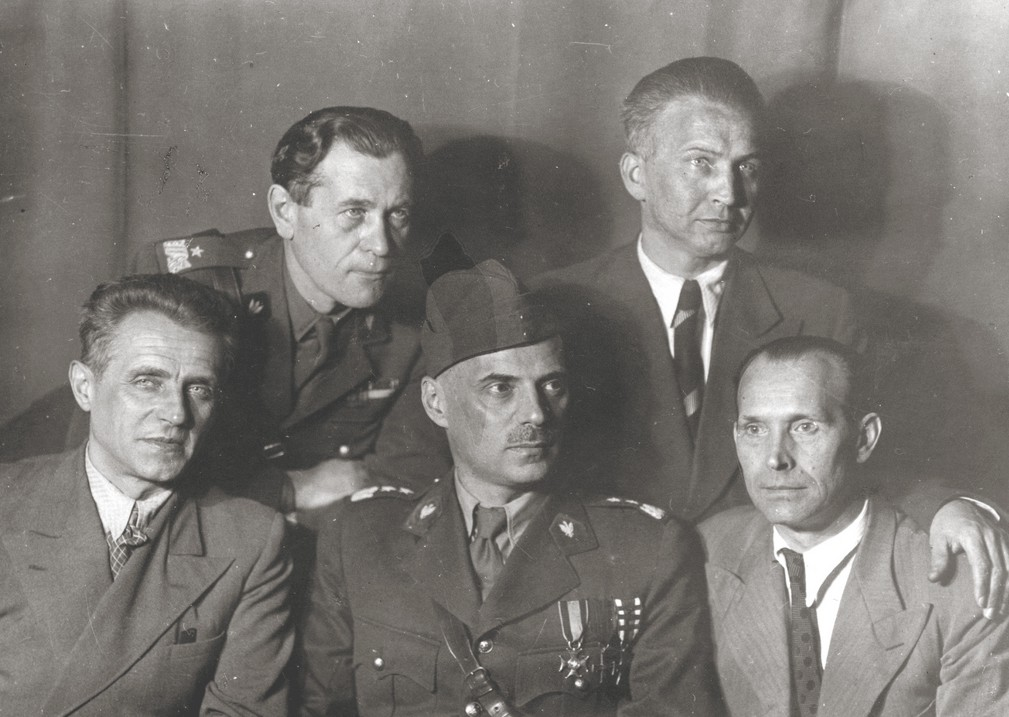
Generałowie: Michał Tokarzewski-Karaszewicz, Władysław Anders, Mieczysław Boruta-Spiechowicz (pierwszy rząd, od lewej), Zygmunt Bohusz-Szyszko, płk Leopold Okulicki (drugi rząd). Polskie Siły Zbrojne w ZSRR 1942

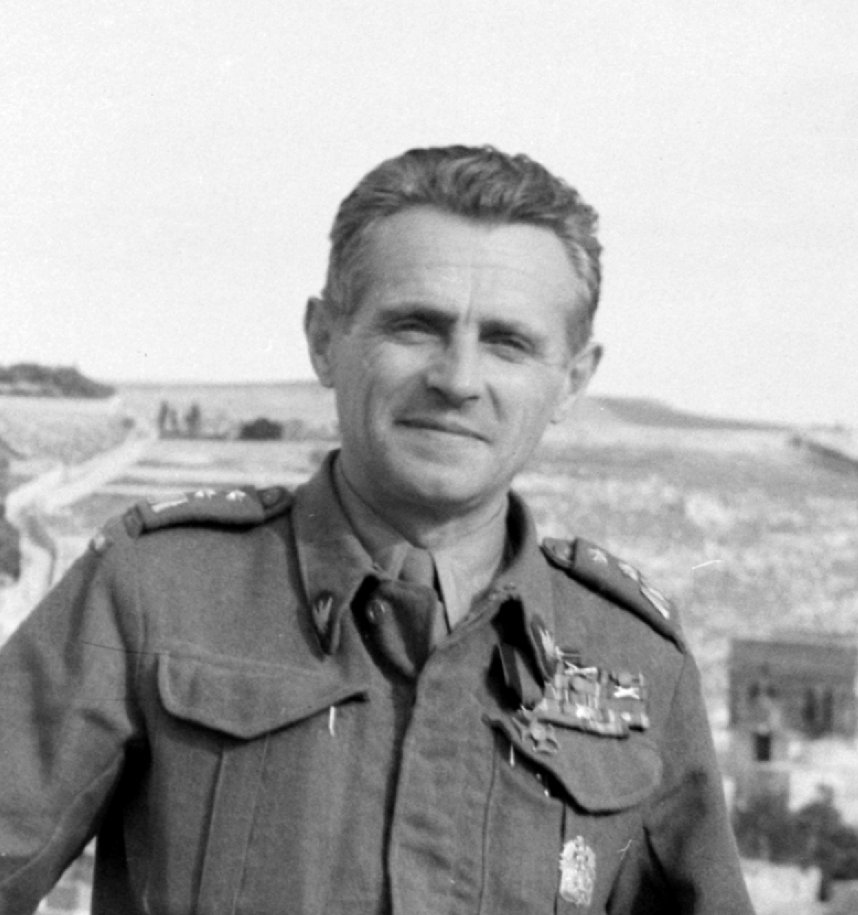
Michał Karaszewicz-Tokarzewski, Jerozolima 1943

Michał Tadeusz Tokarzewski-Karaszewicz, ps. Doktor, Stawski, Stolarski, Torwid (ur. 5 stycznia 1893 we Lwowie, zm. 22 maja 1964 w Casablance) – generał dywizji Polskich Sił Zbrojnych, w 1964 mianowany przez władze emigracyjne generałem broni, wolnomularz, teozof, duchowny Kościoła liberalnokatolickiego.

## Życiorys

### Pochodzenie i młodość
Urodził się we Lwowie, w rodzinie Bolesława Tokarzewskiego i Heleny z domu Lerch de Lerchensfeld. Wychowywany był przez matkę i ciotki. Ukończył gimnazjum w Drohobyczu. Podczas demonstracji w dniu wyborów do parlamentu austro-węgierskiego 19 czerwca 1911 został ciężko ranny, kiedy jeden z żołnierzy tłumiących zamieszki, przeszył mu pierś bagnetem. W 1913 roku rozpoczął studia na Wydziale Prawa i Umiejętności Politycznych Uniwersytetu Franciszkańskiego we Lwowie, kontynuowane później na Wydziale Medycznym Uniwersytetu Jagiellońskiego w Krakowie. W czasie studiów związał się z ruchem socjalistycznym. Działał w organizacjach niepodległościowych Józefa Piłsudskiego. Był członkiem Polskiej Partii Socjalistycznej-Frakcji Rewolucyjnej. Należał do Związku Walki Czynnej i Związku Strzeleckiego. Był dowódcą oddziałów Towarzystwa „Strzelec” w Drohobyczu i Samborze oraz inspektorem Okręgu Krakowskiego ZS, w ramach którego odbył latem 1913 roku elitarny kurs oficerski w Stróży koło Limanowej za co otrzymał prawo noszenia odznaki Parasola. Przed I wojną światową, jako obywatel Austro-Węgier, został wcielony do armii, w której ukończył kurs oficerów rezerwy.

### I wojna światowa
W sierpniu 1914 roku wstąpił do Legionów Polskich, dowodząc kolejno V, a następnie II batalionem 5 pułku piechoty, III batalionem 6 pułku piechoty, następnie objął dowodzenie 5 pułkiem piechoty. 24 października  1914 roku został ciężko ranny podczas bitwy pod Laskami-Anielinem . W 1915 roku Piłsudski awansował go do stopnia majora. W czasie kryzysu przysięgowego został na krótko internowany, później (pozostając w konspiracji) działał w strukturach Polskiej Organizacji Wojskowej (POW), m.in. w Lublinie, a następnie na terenie Ukrainy i Białorusi, gdzie za swoją działalność m.in. w Moskwie był 3-krotnie aresztowany przez władze bolszewickie. Zwolnienia zawdzięczał kontaktom Kazimierza Pużaka, kierującego pracami PPS na terenie Rosji.

### II Rzeczpospolita
W 1918 roku Tokarzewski ponownie objął dowodzenie 5 pułku piechoty Legionów i w grupie operacyjnej dowodzonej przez płk. Juliana Stachiewicza wspomógł oddziały polskie walczące z Ukraińcami o Przemyśl, a 19 listopada 1918 roku zorganizował odsiecz dla walczącego Lwowa, która zaważyła na utrzymaniu miasta. Przybył do Lwowa z odsieczą 20 listopada 1918. Po zajęciu Lwowa dowodził do początku 1919 roku oddziałami polskimi walczącymi na południe od miasta. W czerwcu 1919 został awansowany do stopnia pułkownika. W czasie wojny polsko-bolszewickiej w kwietniu 1919 brał udział w tzw. wyprawie wileńskiej, w czasie której dowodził brygadą w 1 Dywizji Piechoty Legionów; następnie został zastępcą inspektora i szefem Departamentu I Piechoty M.S.Wojsk., w 1924 roku uzyskał nominację na dowódcę 19 Dywizji Piechoty w Wilnie. 1 grudnia 1924 roku Prezydent RP Stanisław Wojciechowski na wniosek Ministra Spraw Wojskowych gen. dyw. Władysława Sikorskiego awansował go na generała brygady ze starszeństwem z dniem 15 sierpnia 1924 roku i 19. lokatą w korpusie generałów. Nominację uzyskał jako jeden z najmłodszych w Wojsku Polskim. Był bardzo wysoko oceniany przez Piłsudskiego, który w 1925 sugerując prezydentowi Stanisławowi Wojciechowskiemu obsadę teki ministra spraw wojskowych, wymienił Karaszewicza-Tokarzewskiego obok generała Lucjana Żeligowskiego, Leona Berbeckiego i Leonarda Skierskiego. W czasie przewrotu majowego 1926 roku opowiedział się po stronie zamachowców. 17 marca 1927 został zwolniony ze stanowiska dowódcy dywizji i mianowany szefem Biura Personalnego Ministerstwa Spraw Wojskowych i przewodniczącym Oficerskiego Trybunału Orzekającego. 21 marca 1929 został mianowany dowódcą 25 Dywizji Piechoty z miejscem postoju dowództwa w Kaliszu. W listopadzie 1935 został dowódcą Okręgu Korpusu Nr III w Grodnie. W poniedziałek 3 sierpnia 1936 roku Prezydent RP mianował go dowódcą Okręgu Korpusu Nr VI we Lwowie. W lutym 1938 przeniesiony do Torunia, gdzie objął stanowisko dowódcy Okręgu Korpusu Nr VIII. Na tym stanowisku pozostawał do 11 września 1939 roku.
W lutym 1938 otrzymał tytuł członkostwa honorowego oddziału lwowskiego Związku Byłych Ochotników Armii Polskiej. W kwietniu 1938 uchwalono nadanie mu członkostwa honorowego okręgu lwowskiego Związek Legionistów Polskich. W czerwcu 1938 poświęcono Dom Ludowy im. gen. Michała Karaszewicza-Tokarzewskiego w Budzyniu. W ramach obchodów 20-lecia Obrony Lwowa otrzymał tytuł członka honorowego Związku Obrońców Lwowa, a 20 listopada 1938 jego imieniem nazwano jedną z ulic we Lwowie oraz szkole publicznej we Lwowie-Bogdanówce nadano imię „Odsieczy Lwowa grupy ppłk. Michała Karaszewicza-Tokarzewskiego”. 19 listopada 1938 otrzymał tytuł honorowego obywatela miasta Drohobycz. Członek Wydziału Wykonawczego Pomorskiego Wojewódzkiego Komitetu Funduszu Obrony Narodowej w Toruniu w 1938 roku.

### II wojna światowa
Podczas kampanii wrześniowej od 11 września dowodził grupą operacyjną swojego imienia (15 i 27 DP) w składzie Armii „Pomorze” i wraz z nią uczestniczył w bitwie nad Bzurą. 27 września 1939 stanął na czele organizacji wojskowej – Służby Zwycięstwu Polski, która była pierwszą organizacją konspiracyjną w okupowanej Polsce. Po utworzeniu Związku Walki Zbrojnej – ZWZ został komendantem Obszaru nr 3 Lwów. W marcu 1940 został aresztowany przez funkcjonariuszy NKWD podczas próby przekroczenia z dokumentami na nazwisko Tadeusz Mirowy niemiecko-sowieckiej linii demarkacyjnej na terenie okupowanej Polski. Niezidentyfikowany trafił do łagru pod Workutą, a po odkryciu jego prawdziwej tożsamości do więzienia NKWD na Łubiance. Po tym, jak został zwolniony w sierpniu 1941, podjął służbę w Armii Polskiej w ZSRR jako dowódca 6 Dywizji Piechoty „Lwów”.
16 marca 1943 został zastępcą dowódcy Armii Polskiej na Wschodzie, generała dywizji Władysława Andersa. Obowiązki zastępcy dowódcy armii łączył z funkcją dowódcy Jednostek Wojskowych na Środkowym Wschodzie, a od sierpnia 1944 – dowódcy III Korpusu Polskiego. Generał Sikorski w trakcie swojej ostatniej podróży do oddziałów polskich na Bliskim Wschodzie zakończonej śmiercią w Gibraltarze rozważał odwołanie Tokarzewskiego z pełnionych funkcji i przeniesienie go do Londynu w związku z jego opozycją wobec polityki Sikorskiego. Od grudnia 1944 do sierpnia 1946 pozostawał w dyspozycji Ministra Obrony Narodowej, zajmując się „sprawami specjalnymi”.

### Po II wojnie światowej
Do 31 grudnia 1946 przebywał w Dowództwie 2 Korpusu Polskiego, a następnie Polskiego Korpusu Przysposobienia i Rozmieszczenia. Po zakończeniu II wojny światowej pozostał na emigracji w Wielkiej Brytanii, biorąc czynny udział w życiu polskiej emigracji, wygłaszając liczne odczyty, między innymi na temat początków tworzenia Armii Krajowej. Pracował zawodowo jako robotnik w fabryce sprzętu radiowego. Od 1954 był Generalnym Inspektorem Sił Zbrojnych i ministrem obrony narodowej w rządzie Rzeczypospolitej Polskiej na Uchodźstwie. Zmarł 22 maja 1964 roku w Casablance, gdzie przebywał na leczeniu. Pierwotnie został pochowany na cmentarzu Saint-Sauveur-des-Monts w prowincji Quebec w Kanadzie. We wrześniu 1992 urna z jego prochami została przeniesiona z Brompton Cemetery w Londynie na cmentarz Powązkowski (kwatera 155b-4-13).
Decyzją prezesa Instytutu Pamięci Narodowej z dnia 12 listopada 2019 roku na wniosek prezesa koła Związku Kombatantów RP i Byłych Więźniów Politycznych w Nowym Targu, grób M. Karaszewicza-Tokarzewskiego został wpisany do prowadzonej przez IPN ewidencji grobów weteranów walk o wolność i niepodległość Polski pod numerem ewidencyjnym 214.

## Działalność pozawojskowa
Osobiście uważał się za socjalistę.
Poświęcał się teozofii i masonerii. Generał poza naukami Kościoła katolickiego sam próbował szukać klucza do zrozumienia miejsca człowieka w naturze. W 1921 r. wstąpił do wileńskiej loży masońskiej im. Tomasza Zana. Zdaniem biografa generała Daniela Bargiełowskiego skłoniły go do tej decyzji socjalistyczne przekonania i pragnienie dokonania zmian społecznych poprzez ukształtowanie etyczne obywateli. Z jego światopoglądem korelowało wolnomularstwo, którego podstawowym przesłaniem był kult rozumu i tolerancja religijna.
Michał Karaszewicz-Tokarzewski pragnął także zrozumienia harmonii wszechświata, gdzie odpowiedzi na swoje rozterki odnalazł w teozofii. Matką tej doktryny duchowej była XIX-wieczna rosyjska mistyczka Helena Bławatska, która z połączenia europejskich i buddyjskich tradycji filozoficznych stworzyła oryginalny system duchowego rozwoju, proponujący wyjaśnienie mechanizmów rządzących kosmosem, a nawet osiągnięcie niecodziennych możliwości parapsychologicznych.
Karaszewicz-Tokarzewski był jedną z trzech osób mających prawo do noszenia srebrnej swastyki. Brał udział w seansach organizowanych przez Polskie Towarzystwo Teozoficzne w Mężeninie. Od 1925 wierny Liberalnego Kościoła Katolickiego. 14 listopada 1926 przyjął stan duchowny. Święceń kapłańskich udzielił mu w Warszawie biskup James Ingall Wedgwood.
Obowiązki teozofa łączył z członkostwem w masonerii. Z jego inicjatywy udostępniono kobietom dostęp do Sztuki Królewskiej, tworząc w Warszawie w maju 1925 r. pierwsze koło tzw. loży mieszanej, przedstawicielstwa obediencji Droit Humain (Prawo człowieka). Przy okazji prac nad powstaniem nowej loży Michał Tokarzewski zaprzyjaźnił się z dr. George’em Sydneyem Arundalem, wysoko inicjowanym brytyjskim masonem hinduskiego pochodzenia, i jego żoną, Rukmini Devi Arundale. Znajomość ta przydała się generałowi w jego masońskich kontaktach, ponieważ dr Ayurdale z czasem doczekał się stanowiska prezydenta Międzynarodowego Towarzystwa Teozoficznego, z siedzibą w Adyarze, pod indyjskim Madrasem.

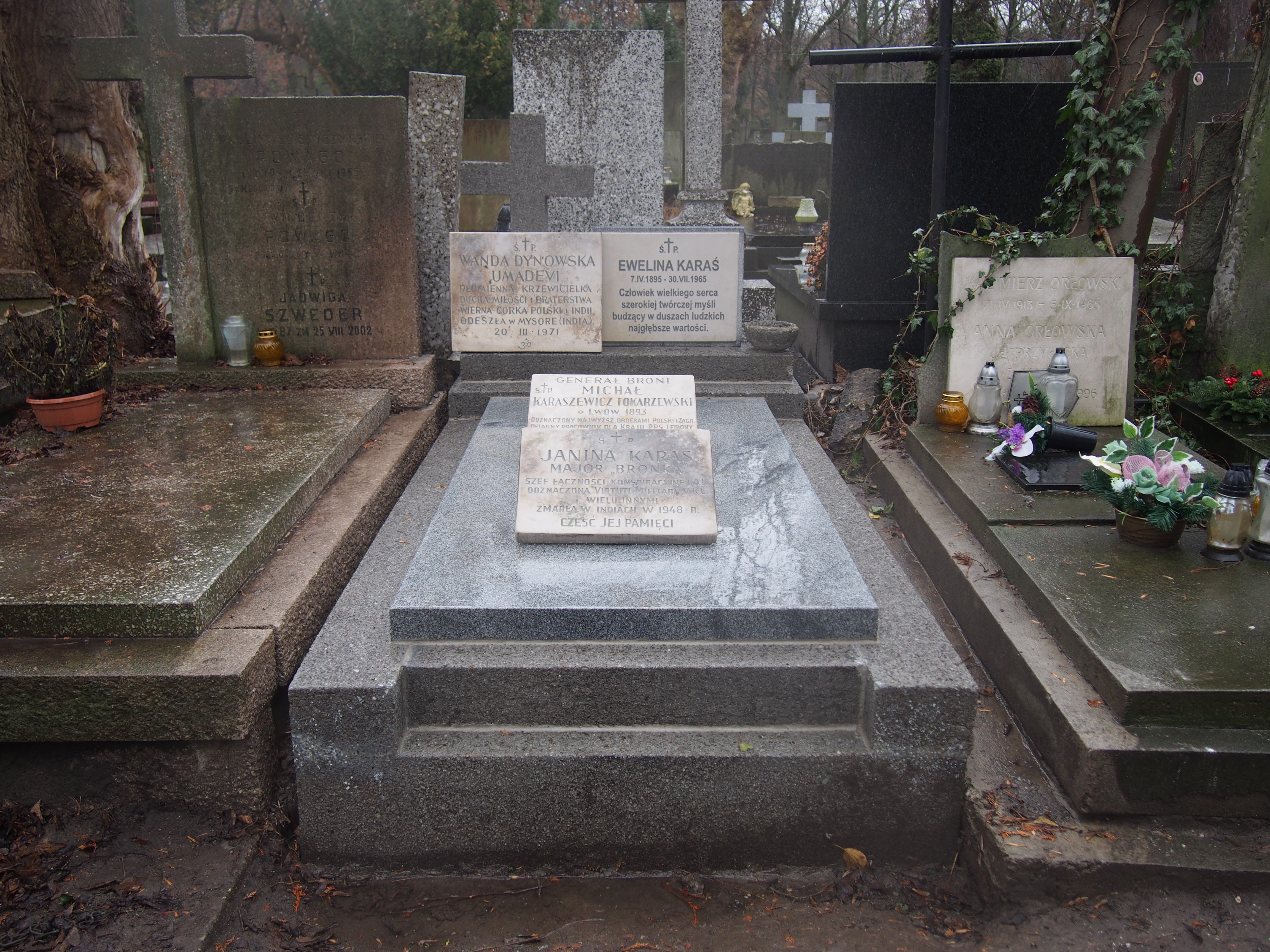
Grób Michała Tokarzewskiego-Karaszewicza na cmentarzu Powązkowskim w Warszawie (2023)

Generał Karaszewicz-Tokarzewski był jednym z najaktywniejszych polskich wolnomularzy. Należał do Wielkiej Loży Narodowej Polski i Zakonu Le Droit Humain. Był współzałożycielem i członkiem lóż: Tomasz Zan, Orzeł Biały, Święty Graal i Św. Michał Archanioł. W 1937 uzyskał najwyższy w rycie szkockim dawnym i uznanym 33. stopień wtajemniczenia.

## Życie prywatne
Żonaty z Antoniną Julią z Kondziołłów-Kamecką (1899–1976). Miał córkę. Był kuzynem Jana Tokarzewskiego-Karaszewicza i krewnym Jadwigi Tokarzewskiej-Karaszewicz.

## Awanse
- porucznik – 29 września 1914
- kapitan – 5 marca 1915
- pułkownik – 22 maja 1920 zatwierdzony z dniem 1 kwietnia 1920, w piechocie, w „grupie byłych Legionów Polskich”
- generał brygady – 1 grudnia 1924 roku ze starszeństwem z dniem 15 sierpnia 1924 roku i 19. lokatą w korpusie generałów
- generał dywizji – ze starszeństwem z dniem 1 stycznia 1943
- generał broni[29] – ze starszeństwem z dniem 19 marca 1964 przez Prezydenta RP Augusta Zaleskiego

## Ordery i odznaczenia
- Order Orła Białego (pośmiertnie, 23 maja 1964 przez prezydenta RP na Uchodźstwie Augusta Zaleskiego)[30][31][32]
- Krzyż Komandorski Orderu Wojennego Virtuti Militari nr 23[33]
- Krzyż Srebrny Orderu Wojskowego Virtuti Militari nr 2526[33] (28 lutego 1922)[34]
- Krzyż Komandorski Orderu Odrodzenia Polski (10 listopada 1928)[35][33][36]
- Krzyż Niepodległości z Mieczami (17 marca 1932)[37][33][38]
- Krzyż Oficerski Orderu Odrodzenia Polski (2 maja 1923)[33][39][40][41]
- Krzyż Walecznych (czterokrotnie: trzykrotnie[33])
- Złoty Krzyż Zasługi z Mieczami (dwukrotnie)[33]
- Złoty Krzyż Zasługi (16 marca 1928)[42]
- Medal Pamiątkowy za Wojnę 1918–1921[43]
- Medal Dziesięciolecia Odzyskanej Niepodległości[43]
- Odznaka za Rany i Kontuzje[43]
- Znak oficerski „Parasol”
- Odznaka „Za wierną służbę”[43]
- Odznaka Pamiątkowa Dawnych Harcerzy Małopolskich (1937)[44]
- Krzyż Wielki Orderu Korony Rumunii (Rumunia)
- Wielki Oficer Orderu Trzech Gwiazd (Łotwa)
- Krzyż Komandorski Orderu Białego Orła (Jugosławia)[45]
- Krzyż Komandorski Orderu Łaźni (Wielka Brytania)
- Krzyż Kawalerski Orderu Legii Honorowej (Francja)
- Medal 10 Rocznicy Wojny Niepodległościowej (Łotwa)[46]
- Medal Zwycięstwa („Médaille Interalliée”)[47]

Łącznie posiadał 26 orderów.

## Upamiętnienie
W 1991 wyemitowano z jego wizerunkiem polską monetę kolekcjonerską o nominale 200 000 zł. Moneta ta została wykonana ze srebra próby 750 w nakładzie 25 000 egzemplarzy, miała średnicę 35 mm i wagę 19,3 g, rant gładki. 
Jego imię noszą ulice między innymi w kilku polskich miastach wojewódzkich: Krakowie, Łodzi, Poznaniu i Warszawie. 